# 大都會-威利斯角車站 (IRT法拉盛線)
大都會-威利斯角車站（英語：Mets–Willets Point station），曾名為「威利斯角-謝亞球場車站」（Willets Point–Shea Stadium），是紐約地鐵IRT法拉盛線的一個快車地鐵站，設有7號線（任何時候停站）列車服務，以及在大部分紐約大都會棒球比賽和美國網球公開賽後前往曼哈頓時營運，而繁忙時段的尖峰方向還有開行<7>列車。車站位於皇后區威利斯角法拉盛草原-可樂娜公園介乎114街及126街的羅斯福大道。車站的高峰期通常是大都會在位於車站北側的花旗球場（以及自1964年起至2008年為止在謝亞球場）比賽時，以及在車站南面的美國網球協會比莉·珍·金網球中心時。

## 車站構造
| 月台層 | 側式月台                 | 側式月台                                                                                        |
| 月台層 | 南行慢車                 | ← 往34街-哈德遜調車場 (111街) ← 上午繁忙時段往34街-哈德遜調車場 (交匯林蔭路)                    |
| 月台層 | 中央軌道                 | ← 特別列車往34街-哈德遜調車場 (61街-伍德賽德) → 黃昏繁忙時段/晚上往法拉盛-緬街 (總站) →         |
| 月台層 | 島式月台                 |                                                                                                 |
| 月台層 | 北行慢車                 | → 往法拉盛-緬街 (總站) →                                                                        |
| 月台層 | 側式月台, 只限比賽日開門 |                                                                                                 |
| 夾層   | 夾層                     | 閘機、車站詢問處、Metrocard自動售票機 坡道跨過羅斯福大道南側；其他路線需乘搭慢車前往法拉盛-緬街 |
| Ground | 街道層                   | 出入口                                                                                          |

此三軌的快車地鐵站在紐約地鐵有一個特殊的配置。由北至南依次為南行側式月台、南行慢車軌道、雙向快車軌道、島式月台、北行慢車軌道以及北行側式月台。布朗克斯IND匯集線的福德漢姆路車站亦擁有一個類似配置：一個分離的島式月台以及一個未分離的島式月台，但此站是紐約地鐵唯一一個擁有這個特定配置的車站。
北行列車（往緬街車站）正常情況下開啟島式月台一側的車站，北行側式月台只限在大都會的比賽日和國家網球中心舉辦活動，如美國網球公開賽時使用。

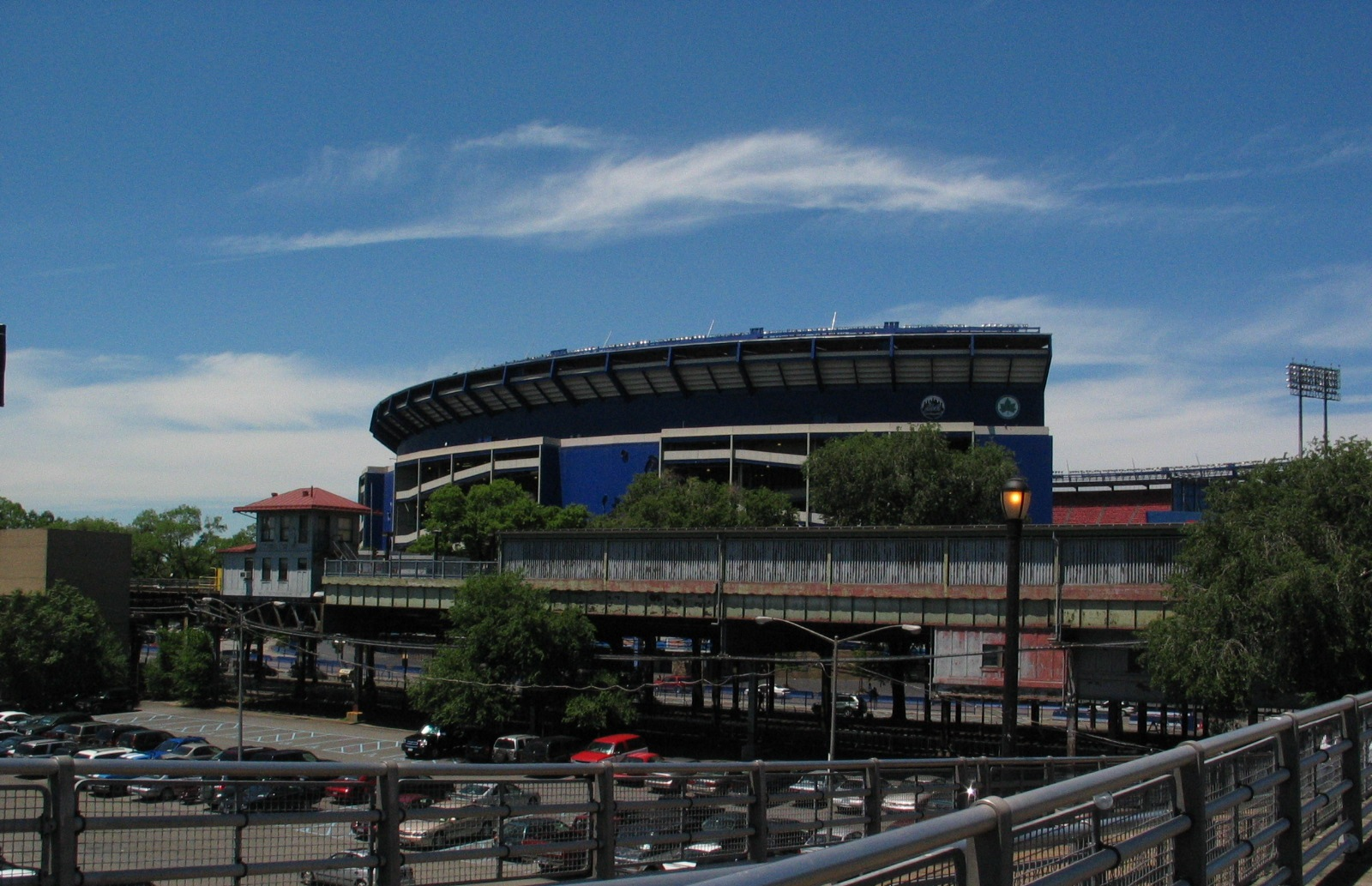
鳥瞰，謝亞球場位於背景

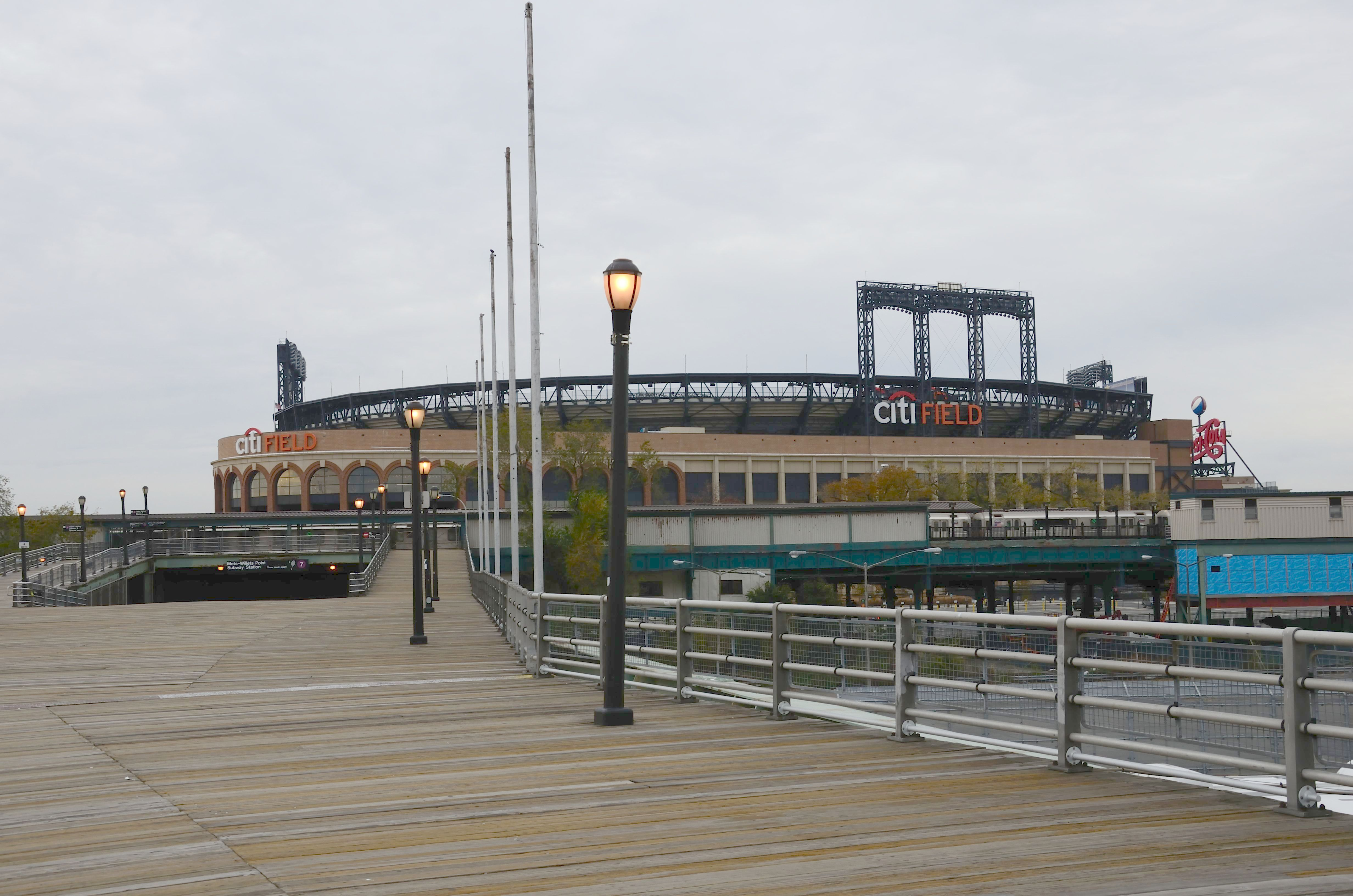
由大都會-威利斯角車站 (長島鐵路)往此站的坡度，以及背景的花旗球場

部分黃昏尖峰時段7號線慢車使用快車軌道為總站。車站以西在慢車軌道、快車軌道以及北面前往111街車站的軌道設有轉轍器。車站以東，轉轍器容許位於任何方向的快車軌道列車轉往慢車軌道，但無法反方向。

## 外部連結
- nycsubway.org—IRT Flushing Line: Willets Point/Shea Stadium
- Station Reporter — 7 Train
- The Subway Nut — Mets–Willets Point Pictures （页面存档备份，存于）
- Willets Point entrance from Google Maps Street View
- Platforms from Google Maps Street View